# Digitale laineuse
Digitalis lanata
Espèce
Classification phylogénétique
Digitalis lanata, la digitale laineuse, est une espèce de plantes de la famille des Scrophulariaceae selon l'ancienne classification, et des Plantaginaceae selon les classifications récentes.
Plante herbacée bisannuelle, elle est utilisée en pharmacologie. Elle est également connue pour sa toxicité.

## Étymologie
« Digitale » vient du mot latin digitale, doigtier, du fait de la forme de la fleur évoquant un doigt de gant. Pour la même raison, les Anglais nomment cette plante « foxglove », gant de renard, et les Allemands « fingerhut », chapeau de doigt… En français, on l’appelle
également « gant de Notre-Dame ».
Le nom de l’espèce, « lanata », vient de l’aspect laineux de la corolle.

## Description morphologique
Il s'agit d'une plante herbacée haute de 40 à 90 cm voire 2 mètres [réf. nécessaire]. Formant au
cours de la première année une rosette terrestre ; elle produit au cours de la seconde année une haute tige dressée portant des feuilles oblongues lancéolées, glabres et s’écartant beaucoup de la tige. Les pédoncules floraux
et les calices sont velus, brun et blanc. Le fruit est une capsule.
D. lanata a un aspect duveteux. Les fleurs sont regroupées en racèmes et leur pédicelle est très court. La corolle est toujours assez longue, tout comme la paire d’étamines.
La fleur est caractérisée par une corolle en cloche, de couleur spécifique, de 1 à 3 cm de long à base étroite s’élargissant
en chambre globulaire. La lèvre inférieure de la corolle est nettement proéminente.
Lors de la floraison, chaque plante donne à peu près 6,1 ± 3,24 inflorescences, donc 27 ± 7,22 fleurs d’une couleur blanche ou crème à marbrures brunes à pourpres.
Le calice, quant à lui, mesure de 0,4 à 0,9 cm de long, est linéaire et lobé. Il a un aspect laineux.
D. lanata produit des étamines de 1,1 à 1,25 cm de long, filiformes et didynames tandis que les styles sont légèrement bifides, crèmes à jaunâtre et de 1,4 cm de long.
Les longues étamines de D. lanata peuvent dépasser légèrement au-dessus de la cloche de la corolle au moment de la déhiscence. Les fleurs, hermaphrodites, se présentent en corolle tubulaire avec le style et le stigmate situés plus au-dessus des anthères.

## Répartition et habitat
Native d’Europe de l’Est, D. lanata est retrouvée en Italie, Hongrie, Turquie et dans les Balkans. Elle aurait été introduite en Angleterre en 1798 et a été naturalisée à certains endroits depuis.
D. lanata est encore relativement présente en Europe. Cependant, le potentiel médical que présente la Digitale laineuse l’a amenée à être surexploitée et a créé une baisse des populations dans certaines régions. Elle a dès lors été introduite dans certains pays aux mêmes latitudes que son habitat d’origine.
On retrouve l’espèce dans des buissons, forêts, coins herbeux, généralement en des lieux ensoleillés. Elle se plante aussi dans des jardins.

## Cycle de vie et reproduction
D. lanata est une plante bisannuelle allogame qui produit, en fin de première année, des hétérosides cardiotoniques utilisés en
médecine et extraits des feuilles séchées.

### Germination
D. lanata passe l’hiver sous forme de tubercule dormant sous terre. Avec l’arrivée du printemps, sa croissance commence et les tubercules émergent en jeunes pousses. La germination dure 21 jours et, après apparition de la rosette basilaire, la croissance végétative commence rapidement.

### Débourrement
La phase sexuelle se passe un peu plus tard, alors que la plante commence à produire des bourgeons floraux. Dans le genre Digitalis, D. lanata est la première à initier la production de bourgeons, dans le courant du mois de mai. Environ 45 jours après cette initiation, la formation des anthères commence.

### Floraison
Les bourgeons floraux s’ouvrent en succession acropète. Les fleurs basales de l’inflorescence se développent en premières, puis sont suivies par les fleurs plus supérieures dans un ordre régulier. Les fleurs basales entrent directement, et premièrement, en phase mâle. Lorsque tous leurs grains de pollen sont dispersés, ils passent en phase femelle. C’est à ce moment-là que les fleurs supérieures entrent en phase mâle, puis en phase femelle. Ce processus se déroule systématiquement de la base de l’inflorescence vers le haut de celle-ci.
La séparation spatiale et temporelle des fleurs mâles et femelles indique un phénomène de protandrie, ou hermaphrodisme successif. Ce comportement, bénéfique au succès évolutif de l’espèce, a pour but d’entraver l’autofécondation.
Typiquement, la floraison a lieu durant le mois de juin et l’entièreté des fleurs sont ouvertes après 1 à 2 semaines. Enfin, les fleurs restent ouvertes pendant 2 à 3 semaines et c’est au début du mois d’août que les fruits sont mûrs.

### Pollinisation
Chez D.lanata, la paire de longues étamines se déplace sur les côtés, alors que la paire de courtes étamines grandit et entre en déhiscence au centre de la corolle en cloche. Si le climat est maussade et frais, la libération du pollen s’effectue en 4 à 6 jours. Par contre, s’il fait beau et sec, ce temps est réduit.
Des expériences sur des fleurs de D. lanata, testant leur pollinisation dans diverses conditions environnementales, ont montré la dépendance de l’espèce vis-à-vis d’agents biotiques pour aider au transfert du pollen. Ces résultats confirment aussi que la digitale laineuse n’effectue pas d’autopollinisation. Ainsi, les fleurs ne recevant pas l’aide d’agents extérieurs pollinisateurs n’ont pas de graines fructueuses.

### Ouverture des stigmates
Les stigmates s’ouvrent vers le quatrième jour à partir du début de la dispersion du pollen. Parallèlement, ceux-ci deviennent réceptifs aux grains de pollen le quatrième jour de la déhiscence des anthères et atteignent leur summum de réceptivité après 7 jours de déhiscence.

### Sécrétion du nectar
La sécrétion du nectar commence le jour avant le début de la déhiscence des premières anthères, mais en quantités
négligeables. Cette production continue tout le temps de survie de la fleur. Cependant, le pic de sécrétion coïncide avec le pic de déhiscence des anthères Dès lors, une grande quantité de nectar est disponible, augmentant les chances d’attirer des insectes pollinisateurs.

## Utilisations
D. lanata est très toxique : son absorption provoque des troubles tels que arythmies, obnubilations, céphalées, troubles de la vue, nausées, vomissements…
Ainsi, l’ingestion d’environ 8 grammes de feuilles provoque la mort d’une personne adulte de corpulence moyenne. Cette
propriété dangereuse empêche l’utilisation populaire de l’espèce.
Malgré sa grande toxicité, cette plante est de grande utilité en pharmacologie car elle fournit des glycosides cardiotoniques comme la digitaline et la digoxine, employés comme stimulants cardiaques. On peut de plus retrouver des substances utiles comme des tannins, de l’inositol, de la lutoléine et des acides gras (myristique, palmitique, oléique, linoléique et linolénique) dans diverses parties de la plante.
Les feuilles sont utilisées en phytothérapie. Elle se récolte de septembre à octobre et se manipule avec des gants. Afin d’exploiter au mieux ses propriétés, il faut en faire sécher les feuilles une journée durant à température ambiante, en couche mince, avant de les placer à une température supérieure.
Les principales propriétés médicinales de la plante sont dues à la présence d'inotropes positifs, chronotropes négatifs et dromotropes négatifs.

## Principes actifs
Les principes actifs connus présents dans D. lanata sont des hétérosides cardiotoniques, flavonoïdes, digitonine, digitaline,
lanatosides.
La toxicité de D. lanata s’explique par la présence de divers alcaloïdes, dont la digitaline, employée à très petites doses comme médicament pour le cœur. C’est pour cette substance présente dans les feuilles, ainsi que pour la digoxine, que la digitale laineuse est exploitée par l’industrie pharmaceutique.
Les hétérosides de la digitale laineuse sont classés en 5 groupes, dont les 3 premiers sont caractérisés par leur génine.

### Découverte des principes actifs
Digitalis lanata, contrairement à D. purpurea, n’a pas été utilisée en médecine traditionnelle comme diurétique pour le traitement d’hydropisie ou de problèmes cardiaques. Cependant, la connaissance de l’utilité de D.purpurea comme agent cardiotonique a permis plus récemment l’isolement de plusieurs substances à partir de D. lanata qui sont maintenant utilisées comme agents cardiotoniques. En effet, des études chimiques sur D. lanata ont été entreprises dans l’espoir de trouver qu’elle contenait aussi ces agents.

## Conservation de l'espèce
La digitale laineuse étant totalement dépendante de pollinisateurs afin d’effectuer la reproduction croisée, elle est plus vulnérable à toute baisse de leurs populations. Des modèles d’études sur les insectes pollinisateurs montrent que la densité de population de la plante joue un grand rôle dans le succès de la pollinisation et de la production de graines. En effet, cette densité de population a un impact direct sur la durée et la fréquence des visites de pollinisateurs.
Si la fragmentation des habitats de D. lanata continue à augmenter, les populations déjà éparses souffriront d’une diminution encore plus grande de leur densité. Ce phénomène engendrera une cascade de conséquences : la baisse de la disponibilité des pollinisateurs, la perte de diversité génétique, l’altération des structures de populations de digitales laineuses, la baisse de production de graines et, de ce fait, la baisse de succès reproductif ainsi que la diminution de viabilité des populations.
Donc il faut, afin de conserver cette espèce et la biodiversité qu’elle représente, prendre d’urgence des mesures de sécurité empêchant la destruction future des habitats en danger et instaurer des projets de restauration des milieux déjà fragmentés.